# Edward Kubrak
Edward Kubrak (ur. 18 lipca 1927 w Olchowcach, zm. 5 maja 2012) – pułkownik Milicji Obywatelskiej.

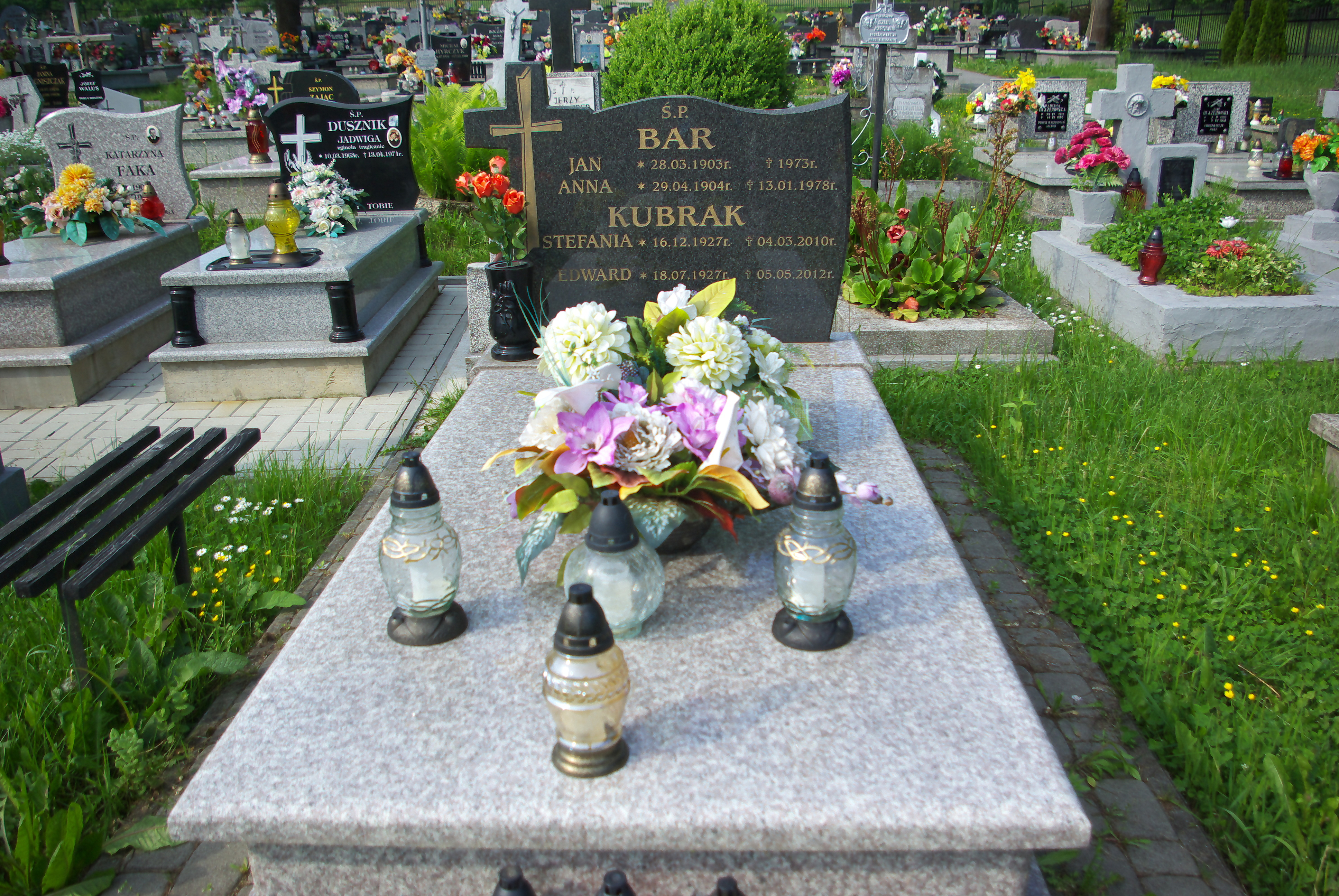
Nagrobek Edwarda Kubraka

## Życiorys
Urodził się 18 lipca 1927 w Olchowcach pod Sanokiem jako syn Anny i Marcina, robotnika tamtejszej Fabryki Wagonów, działacza politycznego. Podczas II wojny światowej jego rodzice zostali aresztowani przez Niemców i w styczniu 1941 wywiezieni do obozu Auschwitz-Birkenau (ojciec poniósł tam śmierć). Trafił pod opiekę krewnych. Uczył się w zawodzie ślusarza w sanockiej fabryce. Po przejściu frontu wschodniego z sierpnia 1944 i wyzwoleniu Sanoka spod okupacji niemieckiej, zgłosił się do tworzonej Milicji Obywatelskiej. Odbył dwumiesięczne przeszkolenie i jako milicjant został przydzielony do służby w Tyrawie Wołoskiej nieopodal rodzinnych Olchowiec. Brał udział w walkach z Ukraińską Powstańczą Armią (był trzykrotnie w niewoli, z której się oswabadzał) oraz w działaniach mających na celu likwidację Samodzielnego Batalionu Operacyjnego NSZ „Zuch” pod dowództwem Antoniego Żubryda. 
Od 17 stycznia 1945 pełnił funkcję młodszego referenta w Wydziale Służby Zewnętrznej w Komendzie Wojewódzkiej MO w Rzeszowie. Tam przeszedł przeszkolenie w wymiarze trzech miesięcy. Od października 1945 był instruktorem polityczno-wychowawczym w Komendzie Powiatowej MO w Sanoku (funkcjonującej w budynku przy ul. Henryka Sienkiewicza 5). Został mianowany komendantem posterunku MO w Załużu. W 1947 ukończył szkołę oficerską w Łodzi. Ukończył także wykształcenie średnie. Od lipca 1947 służył na stanowisku p.o. instruktora politycznego w KP MO w Tarnobrzegu. Tam także uczestniczył w likwidacji oddziałów Narodowych Sił Zbrojnych (tzw. banda „Grubego Władka”). Następnie pracował w KP MO w Lubaczowie, od 15 kwietnia 1949 na stanowisku zastępcy komendanta ds. polityczno-wychowawczych, później na stanowisku komendanta. Również na tym terenie uczestniczył w likwidacji polskich oddziałów określanych wówczas jako „szpiegowsko-dywersyjne”. Później odbył studia wyższe w Warszawie ukończone z tytułem magistra, po czym w stopniu porucznika pełnił funkcję naczelnika Wydziału Szkolenia w KW MO w Rzeszowie od 1 lipca do 14 grudnia 1954. Od 1 stycznia 1957 do 9 listopada 1965 sprawował stanowisko komendanta Komendy Miejskiej MO w Rzeszowie. W 1964 został awansowany do stopnia podpułkownika. W Rzeszowie pełnił mandat radnego Miejskiej Rady Narodowej (w 1964 w trzeciej kolejnej kadencji) oraz członkiem Egzekutywy KM PZPR. Został przeniesiony do Komendy Wojewódzkiej MO w Rzeszowie, w której od 10 listopada 1965 do 30 kwietnia 1967 był zastępcą komendanta, od 1 maja do 31 lipca 1967 zastępcą komendanta KW MO ds. MO. Na początku lat 70. pełnił funkcję prezesa Klubu Sportowego Walter Rzeszów. Od 1 sierpnia 1970 do 31 maja 1975 był I zastępcą komendanta KW MO ds. MO w Tarnowie, od 1 czerwca 1975 do 31 lipca 1983 komendantem KW MO w Tarnowie. Od 1 sierpnia 1983 do 31 grudnia 1989 był szefem Wojewódzkiego Urzędu Spraw Wewnętrznych w Tarnowie. W 1987 powołał sztab kierujący zabezpieczeniem wizyty Jana Pawła II w Tarnowie od 9 do 10 czerwca 1987 podczas pielgrzymki do Polski. Został odwołany przez ministra spraw wewnętrznych Czesława Kiszczaka ze względu na wiek i stan zdrowia. Od 1 stycznia do 31 marca 1990 był przydzielony do dyspozycji dyrektora Departamentu Kadr MSW. Do końca służby był w stopniu  pułkownika.
Nazwisko Edward Kubraka pojawiło się na liście Wildsteina, upublicznionej na początku 2005. Edward Kubrak zmarł 5 maja 2012. Został pochowany 8 maja 2012 na Cmentarzu Olchowieckim w Sanoku. Był żonaty, miał córkę.

## Odznaczenia
- Krzyż Kawalerski Orderu Odrodzenia Polski (1964)[1]
- Złoty Krzyż Zasługi (przed 1959)[4]
- Srebrny Krzyż Zasługi (przed 1959)[4]